# Sofiivka (Mîkolaiivka), Berezivka
Sofiivka (în ucraineană Софіївка) este un sat în comuna Mîkolaiivka din raionul Berezivka, regiunea Odesa, Ucraina.

## Demografie
Componența lingvistică a localității Sofiivka
     Ucraineană (98,48%)
     Alte limbi (1,52%)
Conform recensământului din 2001, majoritatea populației localității Sofiivka era vorbitoare de ucraineană (98,48%), existând în minoritate și vorbitori de alte limbi.